# Advanced Life Support

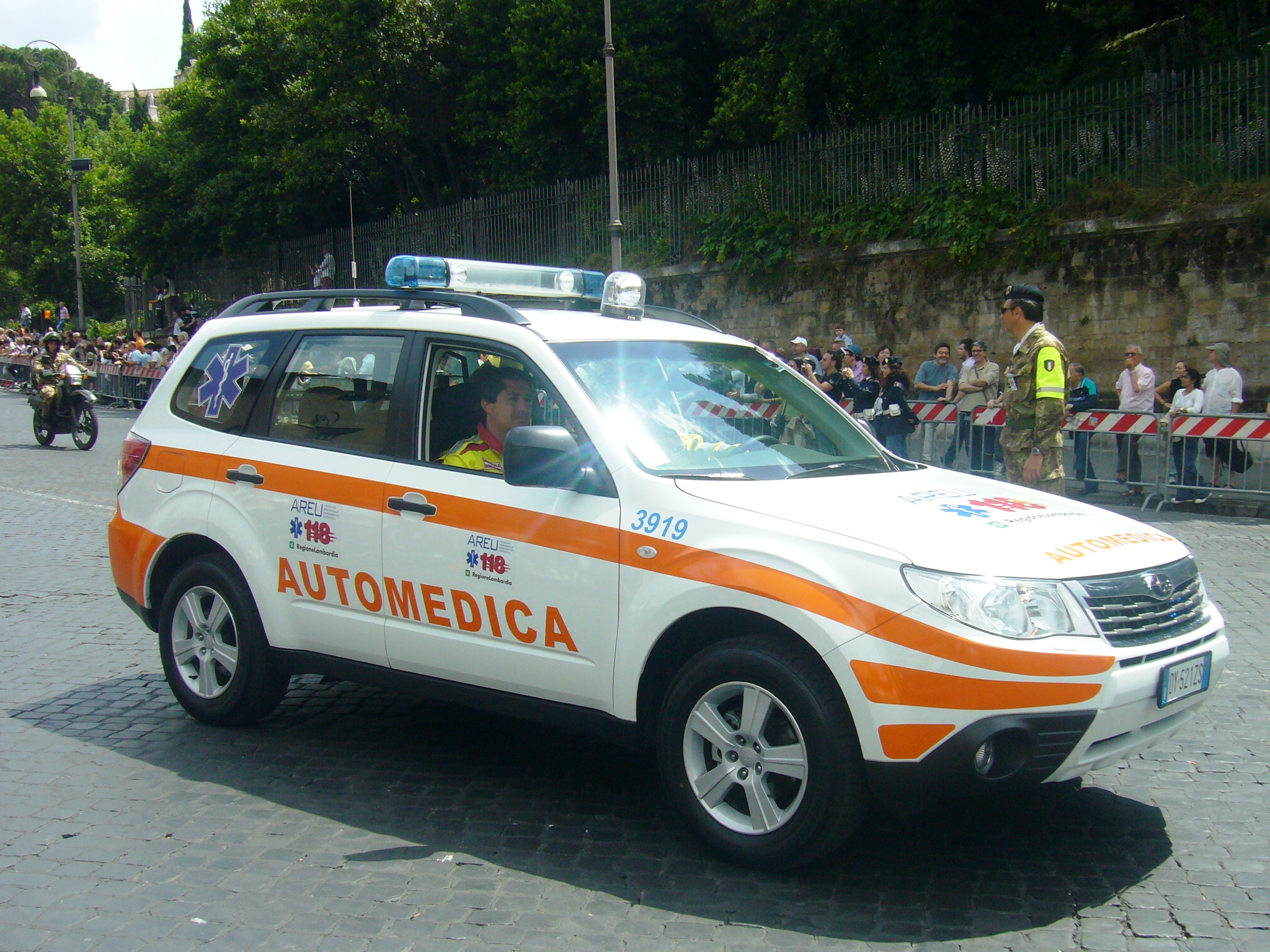
Un'automedica, generalmente utilizzata per trasportare un'ėquipe in grado di attuare l'ALS

L'Advanced Life Support (ALS) è il protocollo utilizzato dallo staff medico e infermieristico come estensione del BLS (Basic Life Support).
La finalità di questo protocollo è il monitoraggio ed il trattamento del paziente, anche attraverso la somministrazione di farmaci e l'attuazione di manovre invasive, fino all'arrivo in ospedale.